# Diaspora roumaine en France
Les expressions Roumains de France ou diaspora roumaine en France désignent des personnes nées en Roumanie (ou descendant de parents nés en Roumanie) et vivant en France.

## Typologie
Les Roumains de France peuvent avoir des statuts différents à la fois par l'état civil et par la situation socio-économique :
- selon l'état civil, on distingue[2] :
  - les citoyens français, qui le sont devenus par naturalisation ou bien qui sont nés français de parents naturalisés avant leur naissance ; en outre, un nombre bien supérieur mais difficile à estimer de citoyens français a aussi des racines roumaines plus lointaines, parfois sans le savoir ;
  - les citoyens roumains travaillant ou passant leur retraite en France sans avoir été naturalisés, avec un titre de séjour de durée déterminée ou indéterminée ;
- selon la situation socio-économique, la diaspora roumaine comprend[3] :
  - des communautés anciennes et le plus souvent d'un niveau social élevé, intégrées depuis des décennies (et arrivées en France pour des raisons le plus souvent politiques, religieuses ou intellectuelles, soit pour fuir les persécutions des dictatures du passé, par exemple la Shoah en Roumanie ou la « terreur rouge » du régime communiste de Roumanie, soit pour y faire des études ou une carrière artistique, universitaire, scientifique, médicale ou technique qu'ils n'auraient pas pu faire en Roumanie ; en raison des bas salaires roumains, cette « fuite des cerveaux » n'a d'ailleurs pas cessé après la fin de la dictature en 1989 ;
  - de nombreux actifs arrivés depuis l'ouverture du rideau de fer, et dont l'immense majorité sont des ouvriers agricoles, industriels et du BTP, ou encore du personnel d'entretien, pour beaucoup saisonniers ou en CDD avec des titres de séjour de durée conforme aux contrats, mais qui peut être prolongée pour ceux qui trouvent des CDI ou qui fondent des familles avec des conjoints français, ce qui est assez fréquent car ces actifs sont généralement jeunes et les cultures française et roumaine sont proches ; à titre d'exemple, plus de 4 000 médecins roumains (sur 26 000 médecins étrangers) viennent combler les « déserts médicaux » en France[4] ;
  - et une minorité très peu nombreuse, mais très largement médiatisée, de personnes en situation de marginalité sociale et économique, qui ont pu se livrer au recyclage de matériaux abandonnés en décharge ou ailleurs, à la mendicité ou parfois à la délinquance[5].

## Histoire

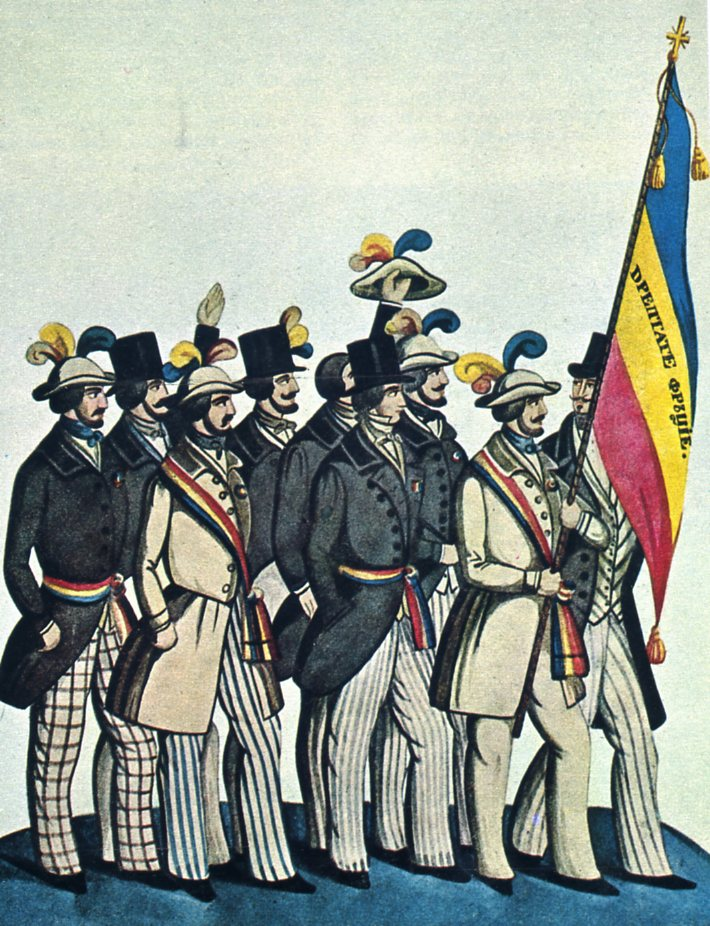
Patronnée par Alphonse de Lamartine, la « Société des étudiants roumains » défile à Paris en 1848, pendant le « printemps des peuples », avec le tricolore bleu-jaune-rouge portant les mentions Dreptate, Frăție (« Équité, Fraternité »): reproduction d'une aquarelle de Costache Petrescu.

Les roumains sont signalés en France au XIXe siècle comme « Moldo-Valaques » ou bien comme sujets des empires austro-hongrois (cas des bucoviniens et des transylvains), russe (cas des bessarabiens) ou turc (cas des dobrogéens). Les premières vagues comprennent des réfugiés politiques fuyant la répression des révolutions roumaines de 1821 et de 1848 ainsi que des étudiants issus de la noblesse roumaine, mais aussi de la bourgeoisie, acteurs de la renaissance culturelle roumaine, envoyés étudier à Paris, notamment au lycée Louis-le-Grand et à la Sorbonne. En 1846, se créait sous le patronage de Lamartine, la « Société des étudiants roumains ». Des roumains connus en firent partie, comme Mihail Kogălniceanu, Constantin Alexandru Rosetti, Alexandru G. Golescu, Ștefan Golescu et Nicolae Golescu, Ion Brătianu et Dimitrie Brătianu. Au Collège de France, ces étudiants suivirent les cours de Jules Michelet et d'Edgar Quinet. La plupart furent, en outre, affiliés à la loge l'« Athénée des Étrangers »,, : ce fut le cas de Nicolae Bălcescu ou d'Ion Ghica. La quasi-totalité de ces premières vagues retournera en Roumanie lors de la création de celle-ci.
À partir de 1880, avec la multiplication des pogroms antisémites en Russie, dont ceux de Chișinău, des juifs bessarabiens (ashkénazes de langue yiddish) arrivent aussi en France et, dans leur sillage, les premiers juifs roumains,, pour partie d'anciens « arendaches » (affermeurs des domaines agricoles de la noblesse roumaine) marginalisés par la modernisation économique de l'agriculture roumaine avec l'essor des chemins de fer.
Le développement de la classe moyenne en Europe permet ensuite, à la « Belle Époque », à davantage de familles urbaines roumaines d'envoyer leurs enfants étudier en France, et certains de ceux-ci y font souche. Au début de la Première Guerre mondiale, en 1914 et 1915 alors que le Roumanie est encore neutre (elle rejoint les Alliés en 1916) une partie de ces étudiants roumains en France s'engage dans les troupes françaises. Durant la Seconde Guerre mondiale, alors que la Roumanie et la France métropolitaine se trouvent toutes deux dans la sphère d'influence nazie et gardent des relations cordiales, plusieurs types de citoyens roumains se réfugient en France :
- des « légionnaires » de la Garde de Fer qui avaient été au pouvoir pendant 5 mois à Bucarest avant d'en être chassés par le maréchal Ion Antonescu (auto-proclamé « Pétain roumain »[13]) pour s'être soulevés contre ce dernier (parmi eux, le plus connu est Faust Brădescu dit Ion Brad qui, à la Libération, dut s'exiler un temps au Brésil avant de revenir à Paris) ;
- des Juifs francophones au bon niveau d'instruction et souvent de gauche qui, fuyant l'antisémitisme d'État[14], rallièrent la France avant son occupation totale, où la persécution était moindre (parmi eux, on peut citer la résistante communiste Olga Bancic) ;
- des intellectuels qui se trouvaient en France pour leurs études et y restèrent, du moins un temps (parmi eux, on peut citer les écrivains Emil Cioran ou Mircea Eliade, le dramaturge Eugène Ionesco et le pionnier de l'aviation Traian Vuia installé à Garches de 1921 à 1946, qui forma en 1943 dans Paris occupé un groupe de résistants d'origine roumaine appelé Front franco-roumain et publiant un journal clandestin : România liberă / La Roumanie libre[15]).

Évolution du nombre de citoyens roumains vivant en France (2014-2017), d'après Paula Baciu sur VoxEurop/EDJNet, 2018.

Après la Seconde Guerre mondiale, c'est la répression communiste qui est la principale cause d'exil de Roumains en France (et ailleurs). Les premiers ciblés par la police politique sont les membres de l'ancienne élite roumaine : la France accueille surtout des lettrés, le Royaume-Uni et les États-Unis surtout des scientifiques et ingénieurs, l'Italie des artistes. Ce « premier exil » date des 34 premiers mois du régime communiste de Roumanie, alors que le Parti communiste roumain avait déjà pris le pouvoir (le 6 mars 1945 grâce à l'occupation soviétique depuis le 12 septembre 1944), mais que la Roumanie restait une monarchie aux frontières encore ouvertes. On y trouve des personnalités, des politiciens, des gens riches, d'anciens officiers ou intellectuels qui ont poursuivi leurs vies en Occident sans avoir connu la vie à l'Est. Durant la guerre froide, les Roumains ayant réussi l'aventure, provenant de toutes les couches de la société roumaine, étaient considérés comme des héros dans la diaspora, mais comme des traîtres par le régime (parmi eux, on peut citer Radu Câmpeanu). Plus tard, dans les années 1960 et 70, la Roumanie a commencé à « vendre » les candidats à l'exil, en réclamant, pour accorder des visas de sortie aux demandeurs, des taxes en devises fortes aux « répondants » d'Occident au prorata du niveau d'instruction. Enfin, au cours des années 1980, il y eut une dernière « vague » d'émigrés, dont les motivations n'étaient pas seulement les persécutions sociales ou idéologiques, mais aussi la dégradation globale de la situation pour le plus grand nombre sous la gouvernance des époux Ceaușescu. Même des membres de la nomenklatura firent défection (parmi eux, on peut citer Ion Mihai Pacepa, qui se réfugia aux États-Unis mais séjourna aussi en France.
L'émigration roumaine s'accélère considérablement dans les années 1990 avec la baisse du niveau de vie, les privatisations massives et les réformes imposées dans le cadre du processus d’adhésion à l’UE. Les zones dont sont originaires les émigrés roumains sont surtout celles du sud et de l’est du pays, les plus touchées par la désindustrialisation,.
Politiquement, la communauté roumaine de France est assez nationaliste ; elle vote ainsi à 60 % pour le candidat souvent classé à « l’extrême droite » George Simion dès le premier tour de l'élection présidentielle roumaine de 2025. Les raisons sont notamment un fort ressentiment envers l'UE, perçue comme un facteur d'appauvrissement, et la classe politique roumaine traditionnelle jugée corrompue,.

## Personnes connues d'ascendance roumaine ayant vécu ou vivant en France

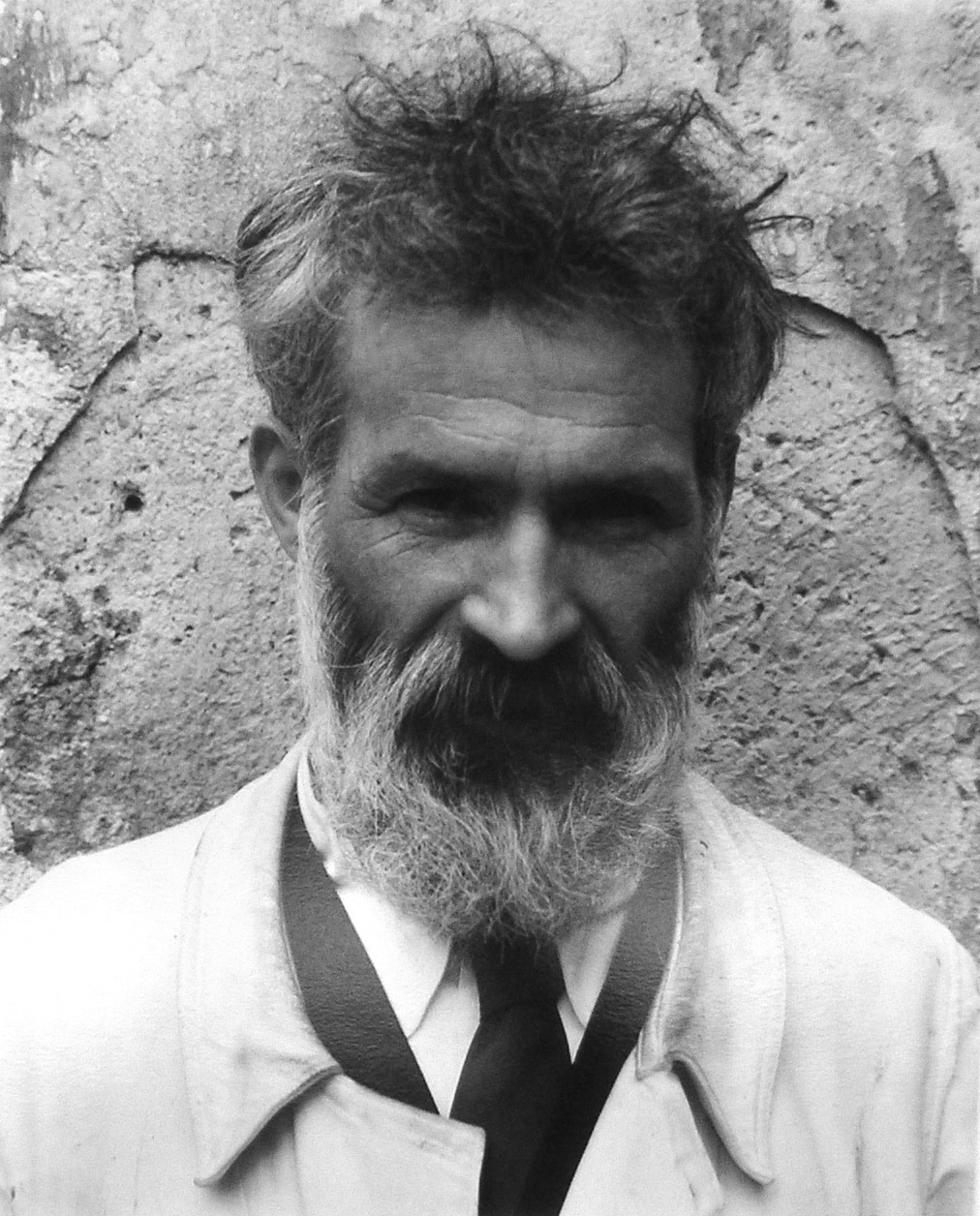
Constantin Brâncuşi, sculpteur (photo d'Edward Steichen, 1922)
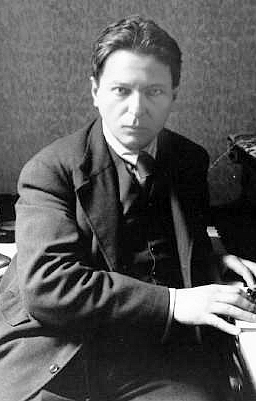
Georges Enesco, compositeur
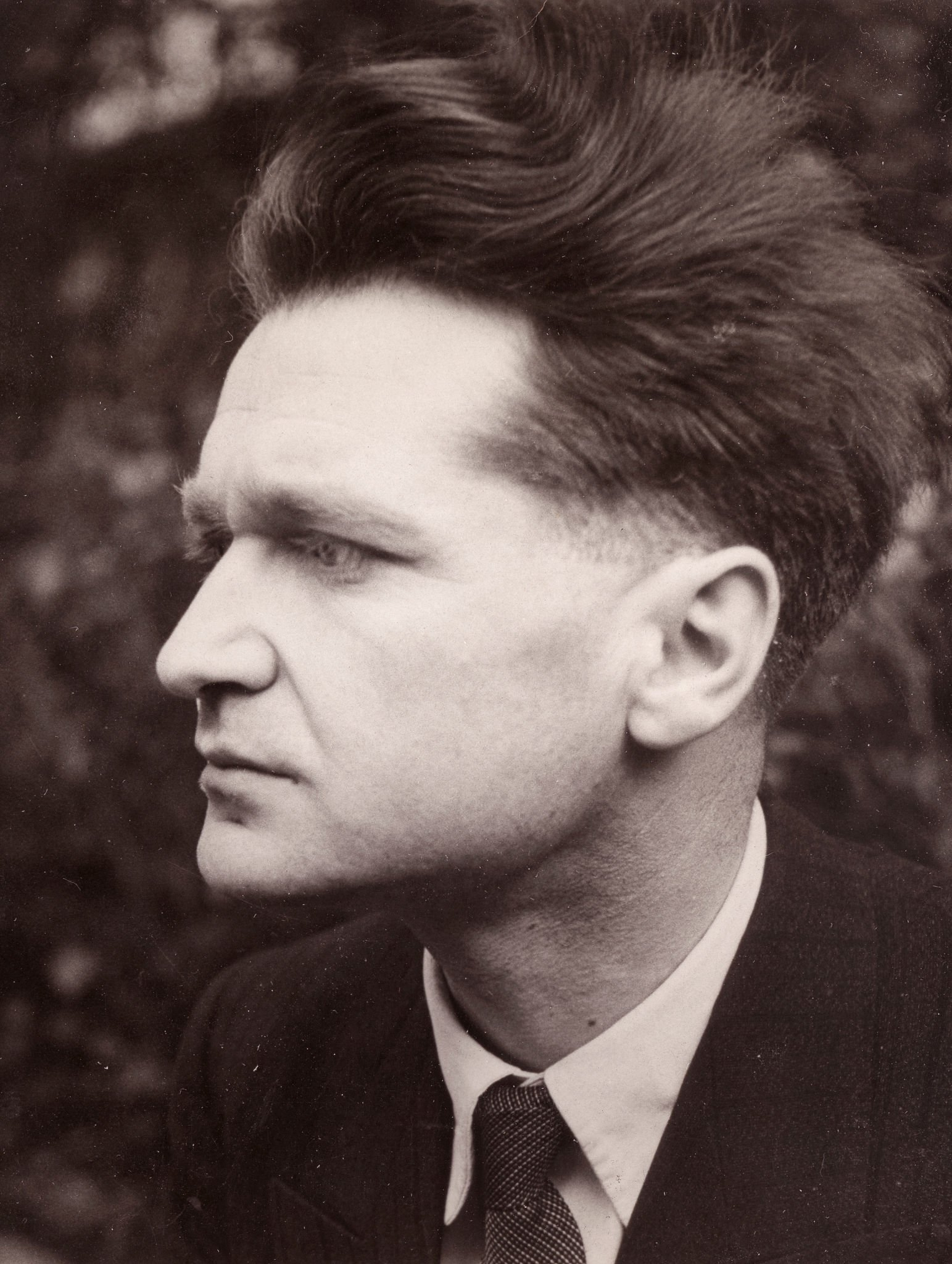
Emil Cioran, écrivain
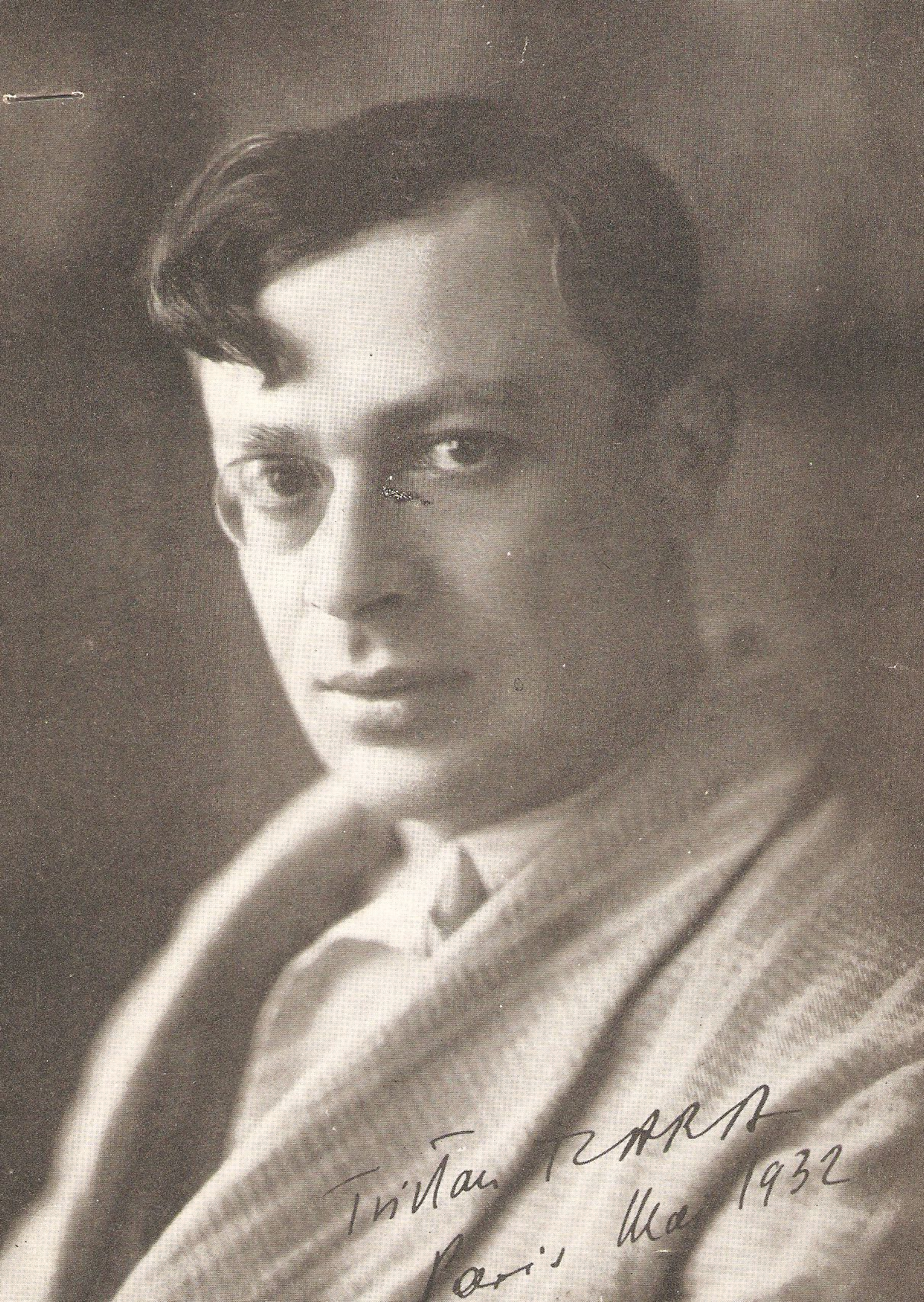
Tristan Tzara, écrivain surréaliste
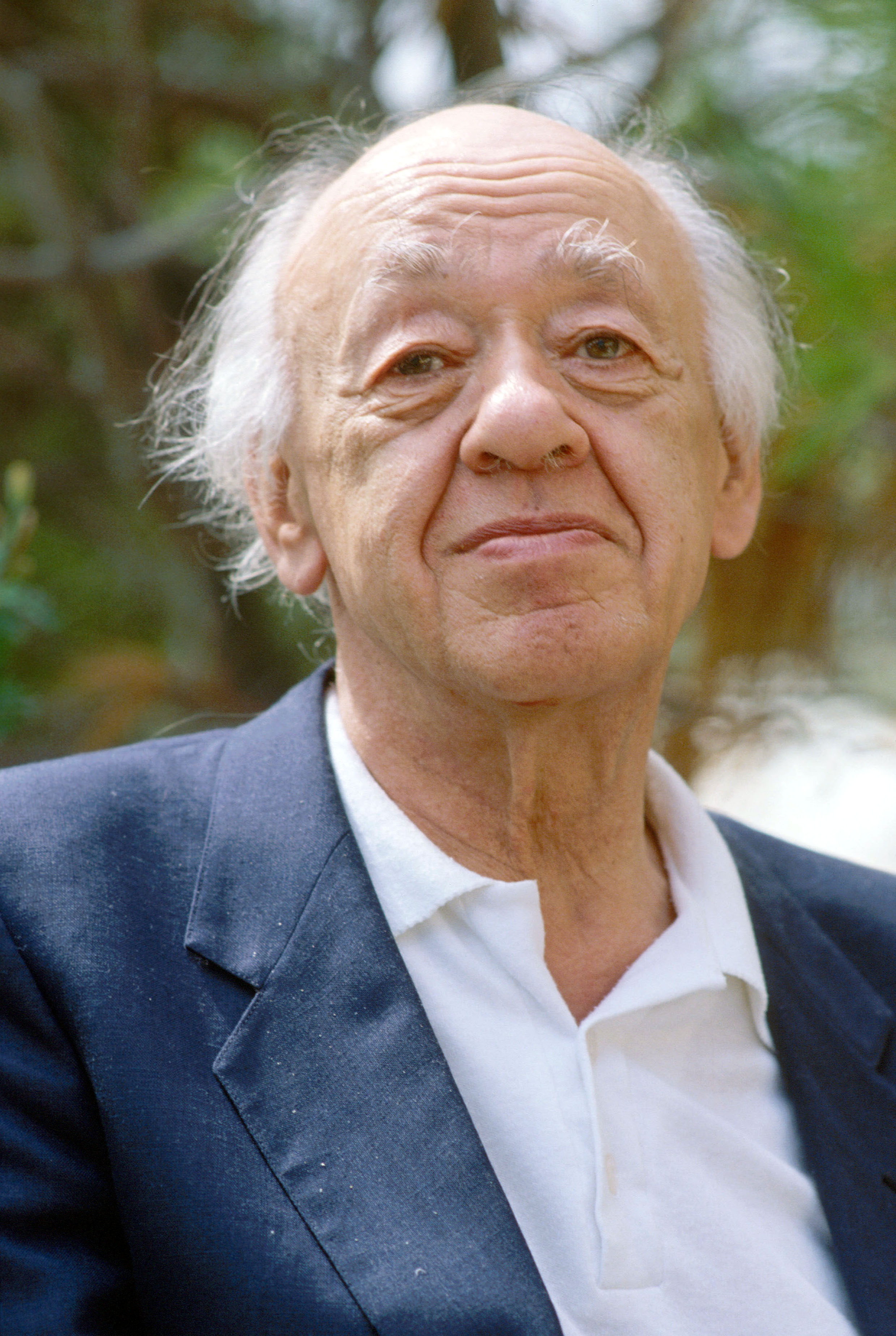
Eugène Ionesco, dramaturge
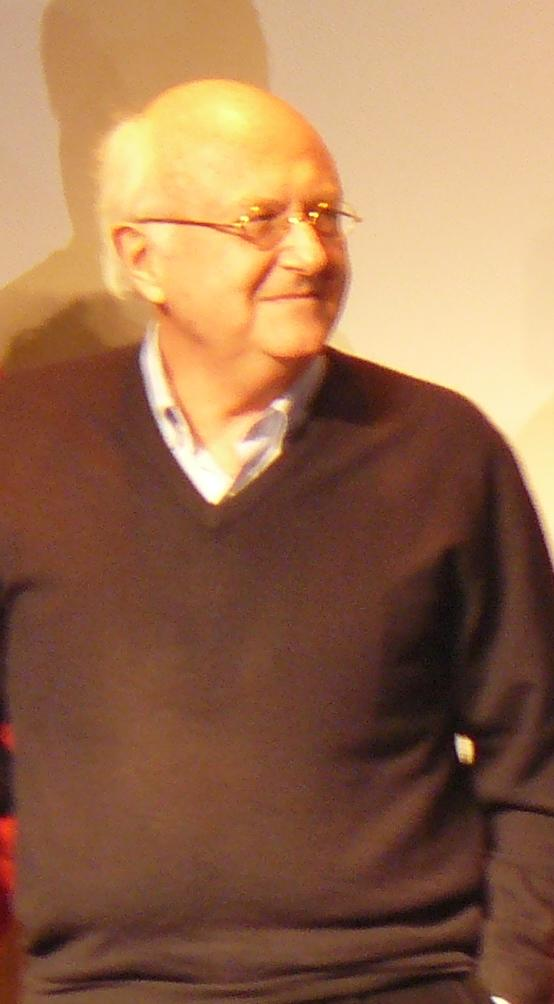
Vladimir Cosma, compositeur
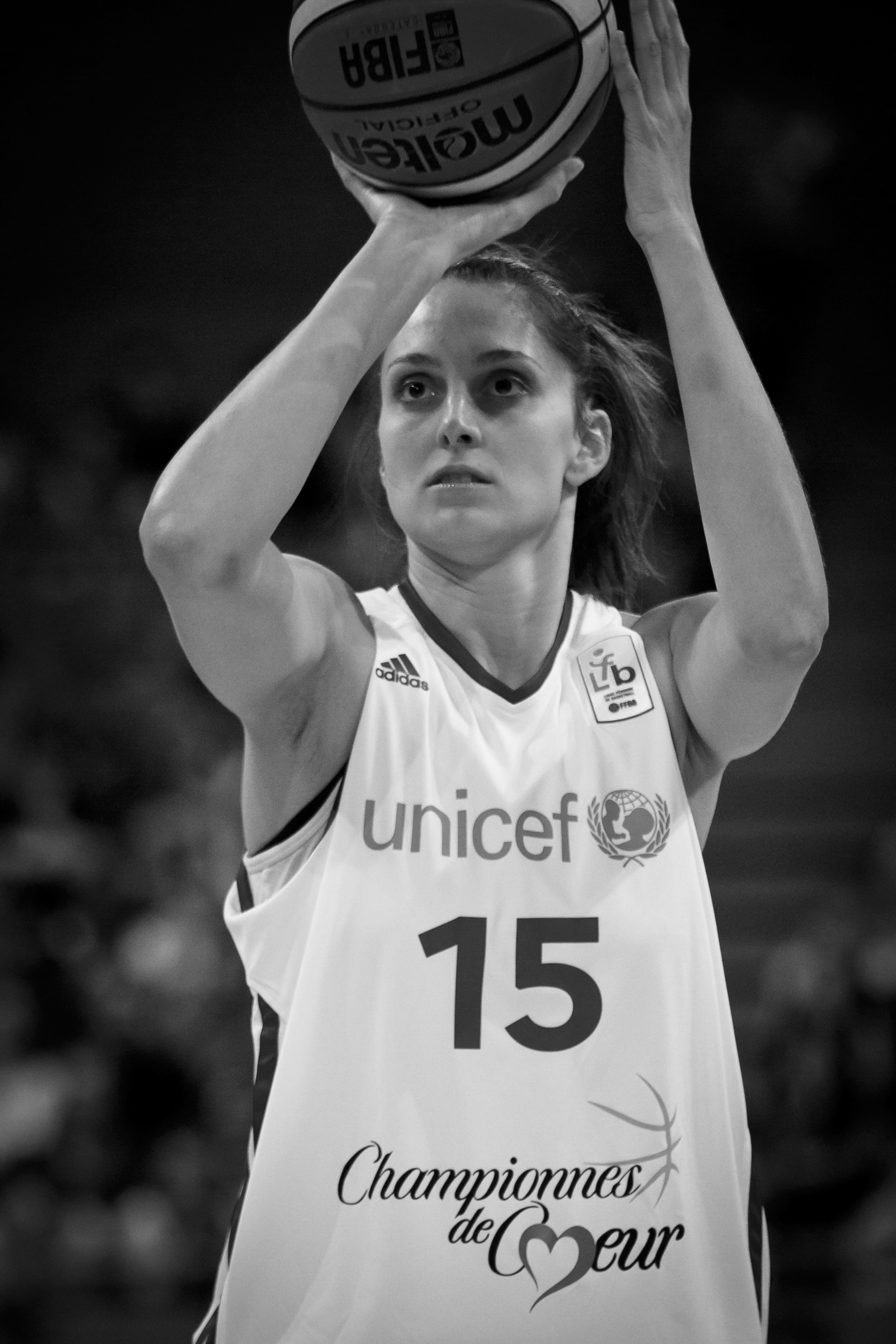
Ana Filip, basketteuse
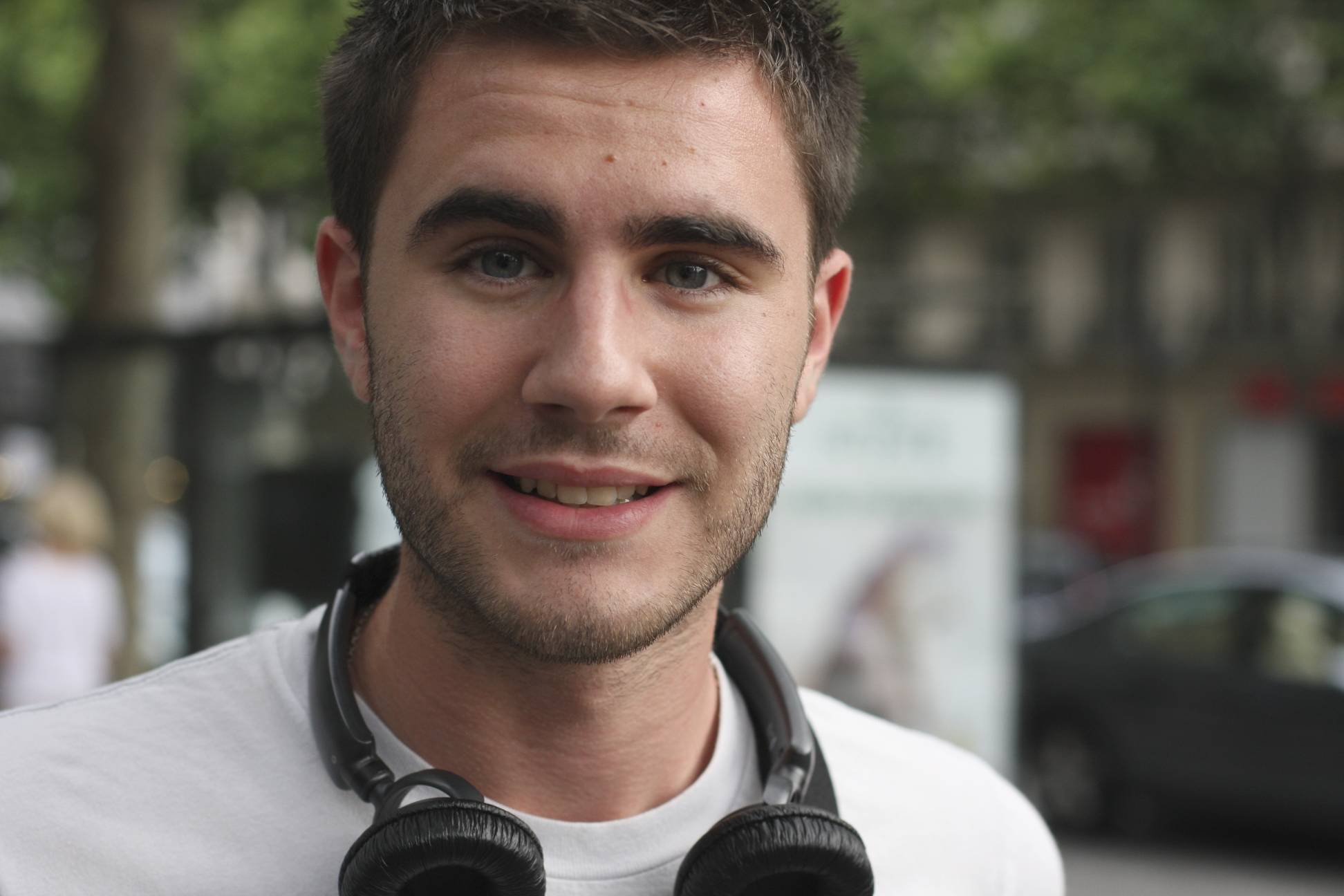
Cyprien Iov, scénariste
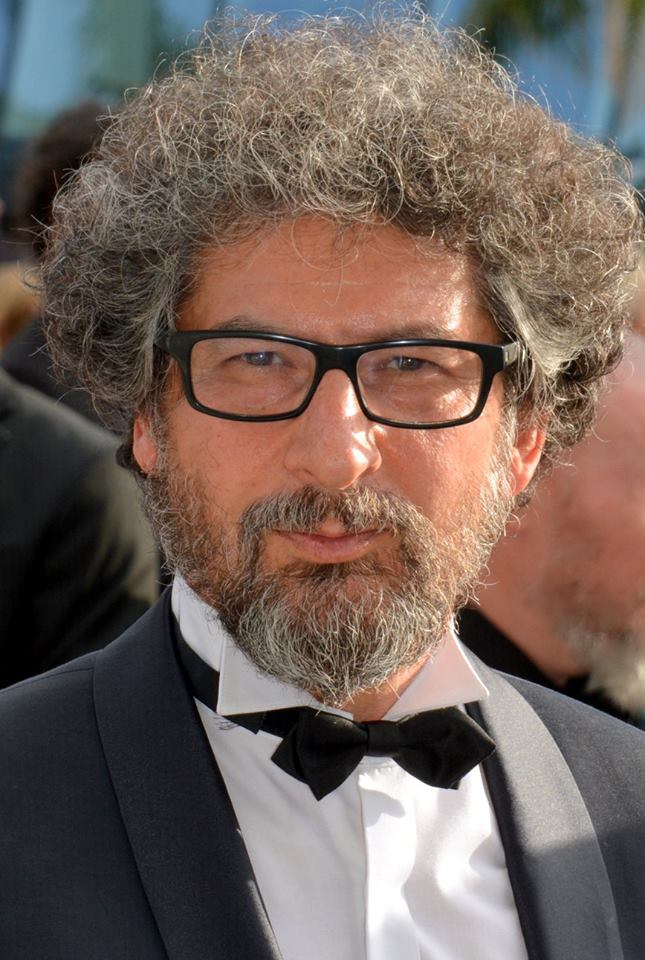
Radu Mihăileanu, cinéaste
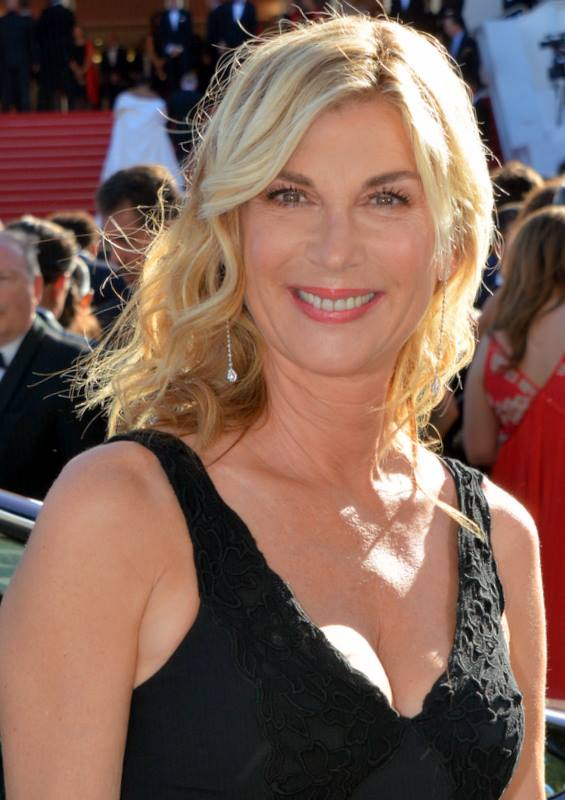
Michèle Laroque, actrice de mère roumaine
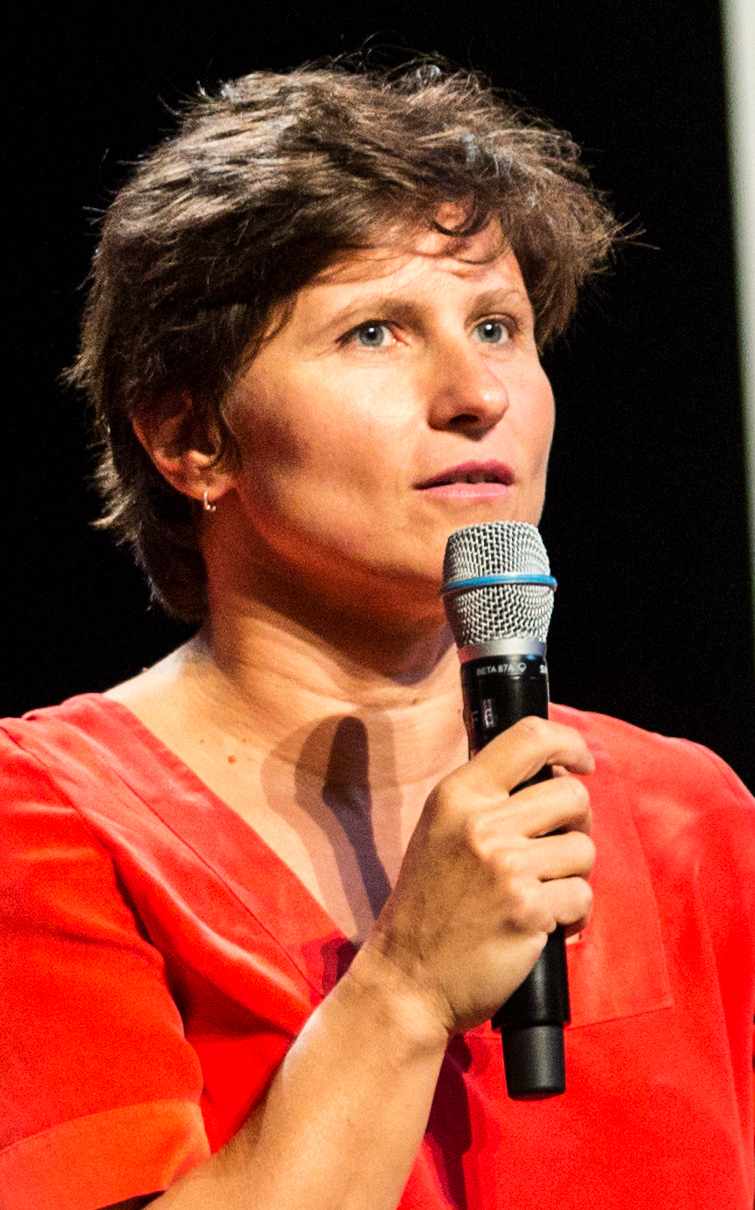
Roxana Mărăcineanu, nageuse, femme politique, ministre des sports
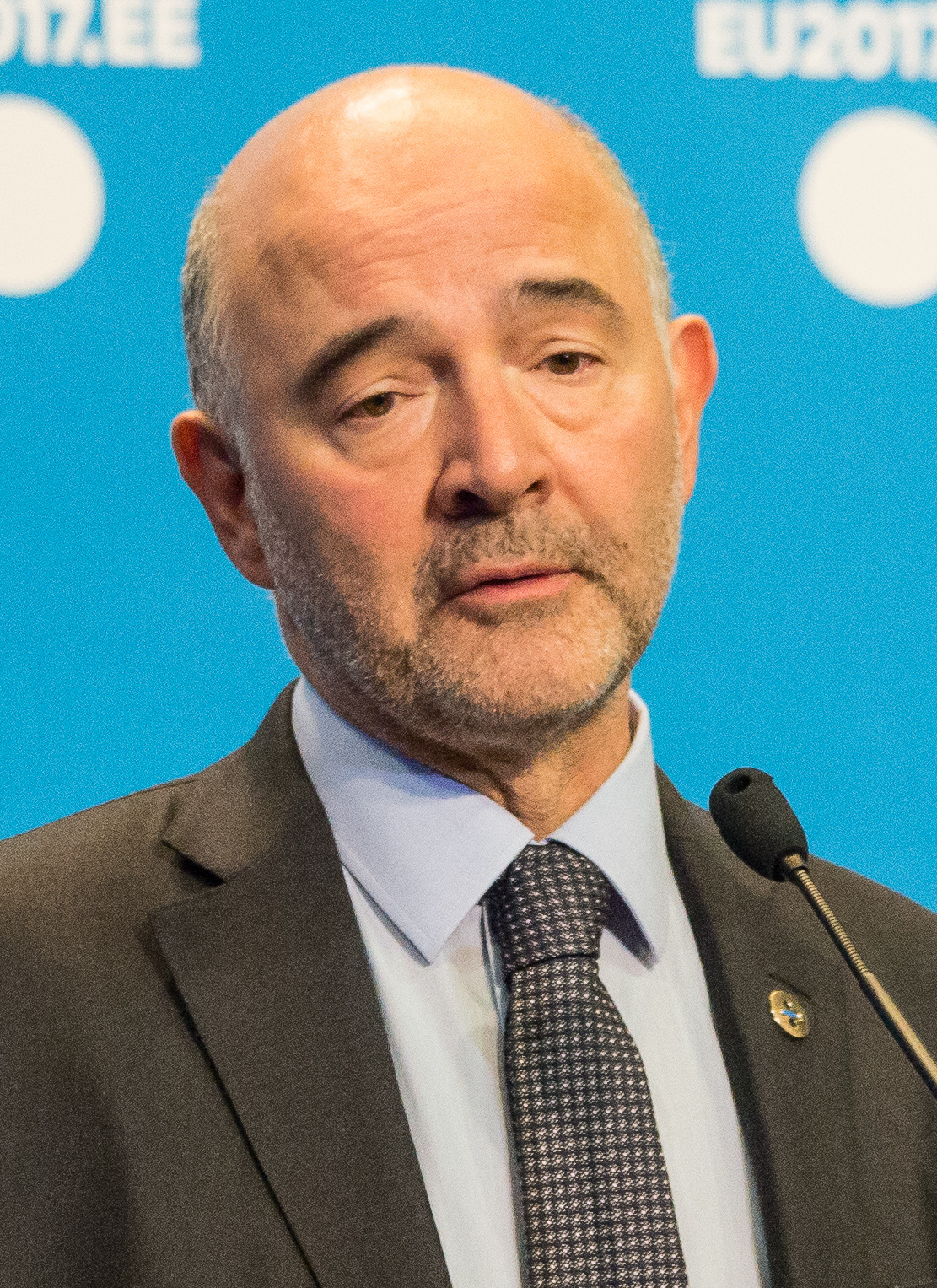
Pierre Moscovici, homme politique, ministre, de père roumain
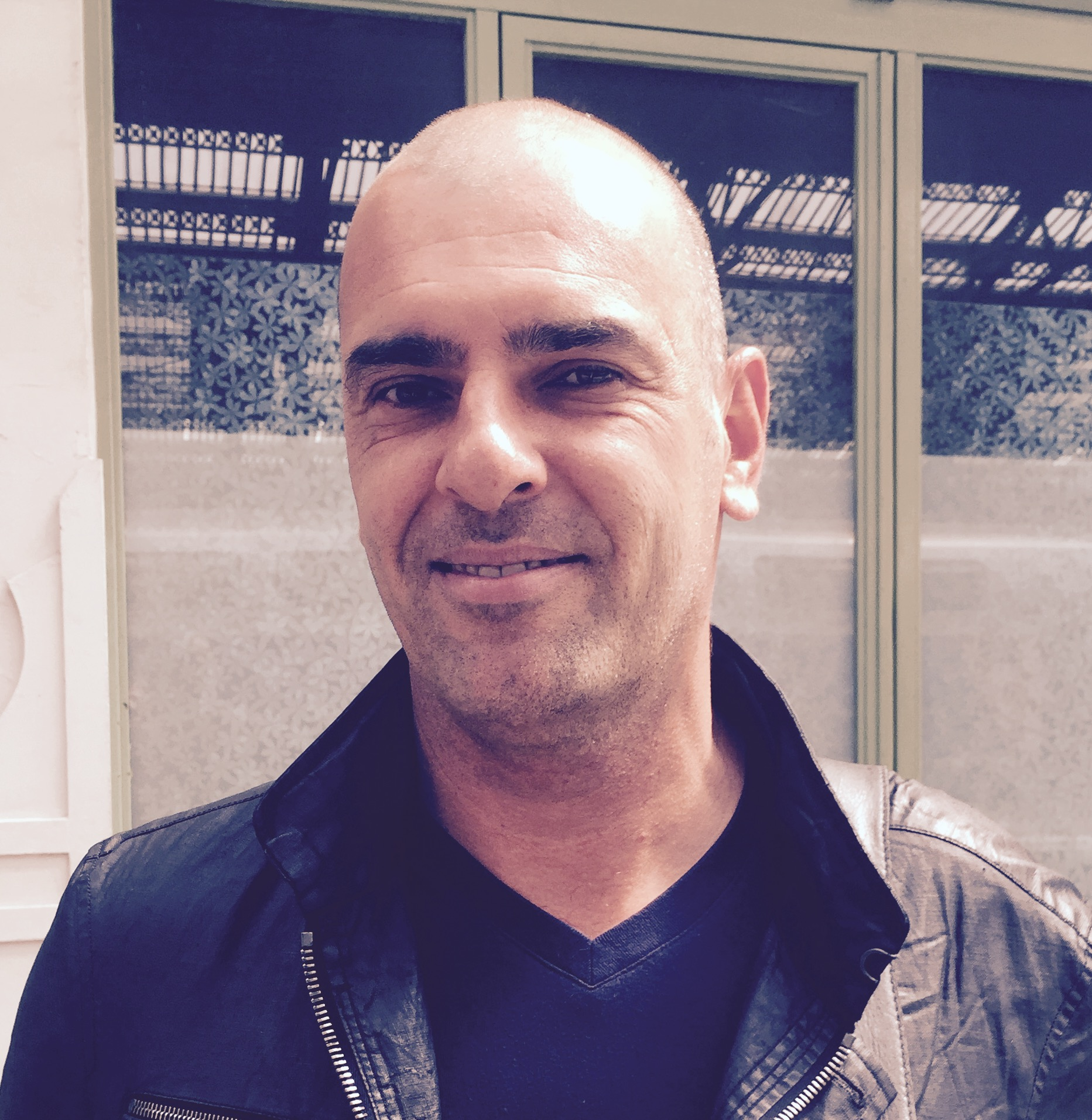
Cédric Pioline, tennisman de mère roumaine
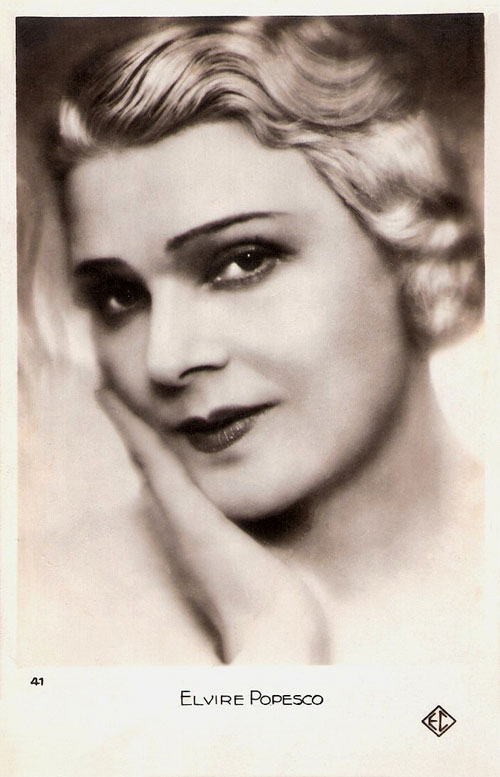
Elvire Popesco, actrice
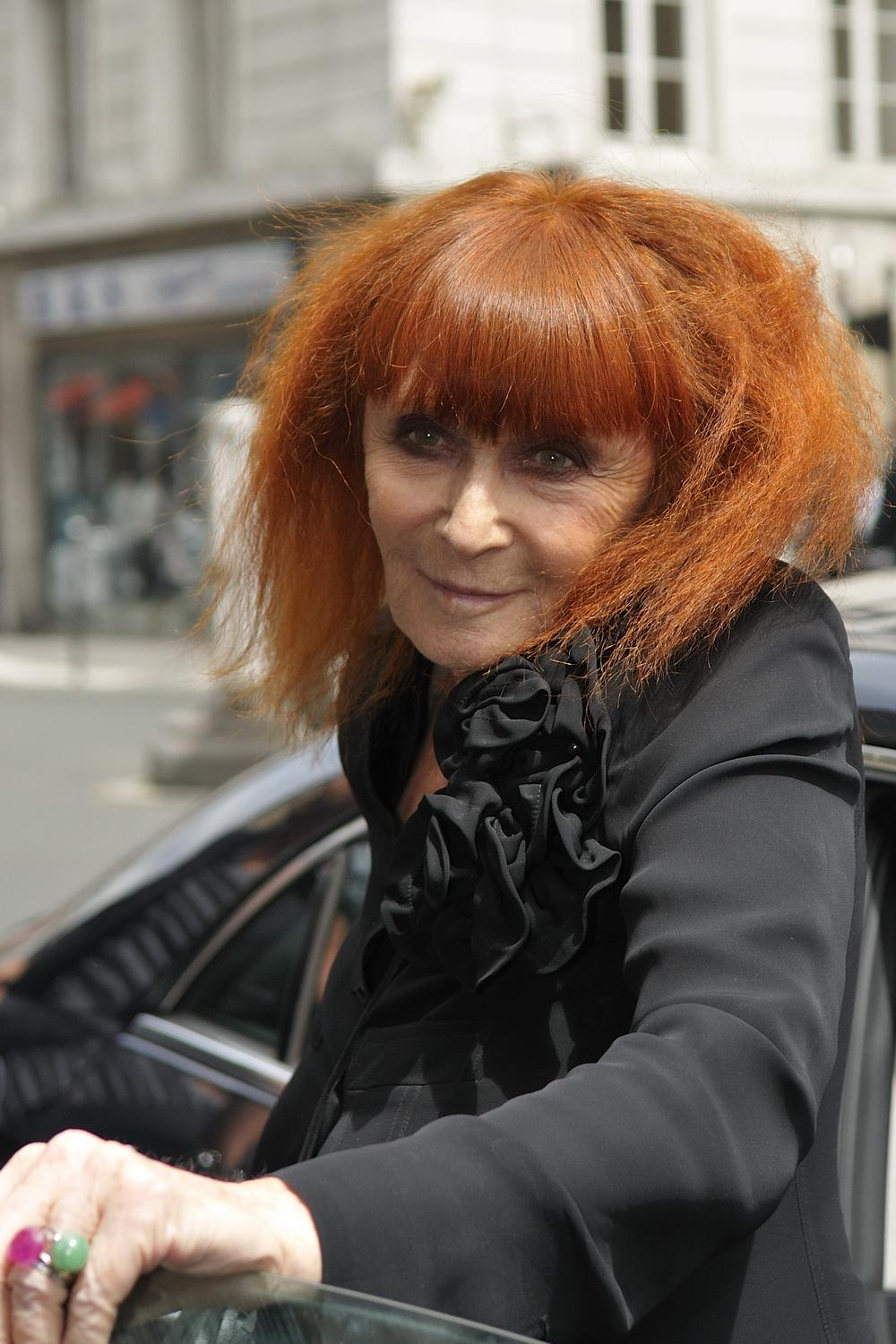
Sonia Rykiel, couturière et désigneuse, de père roumain
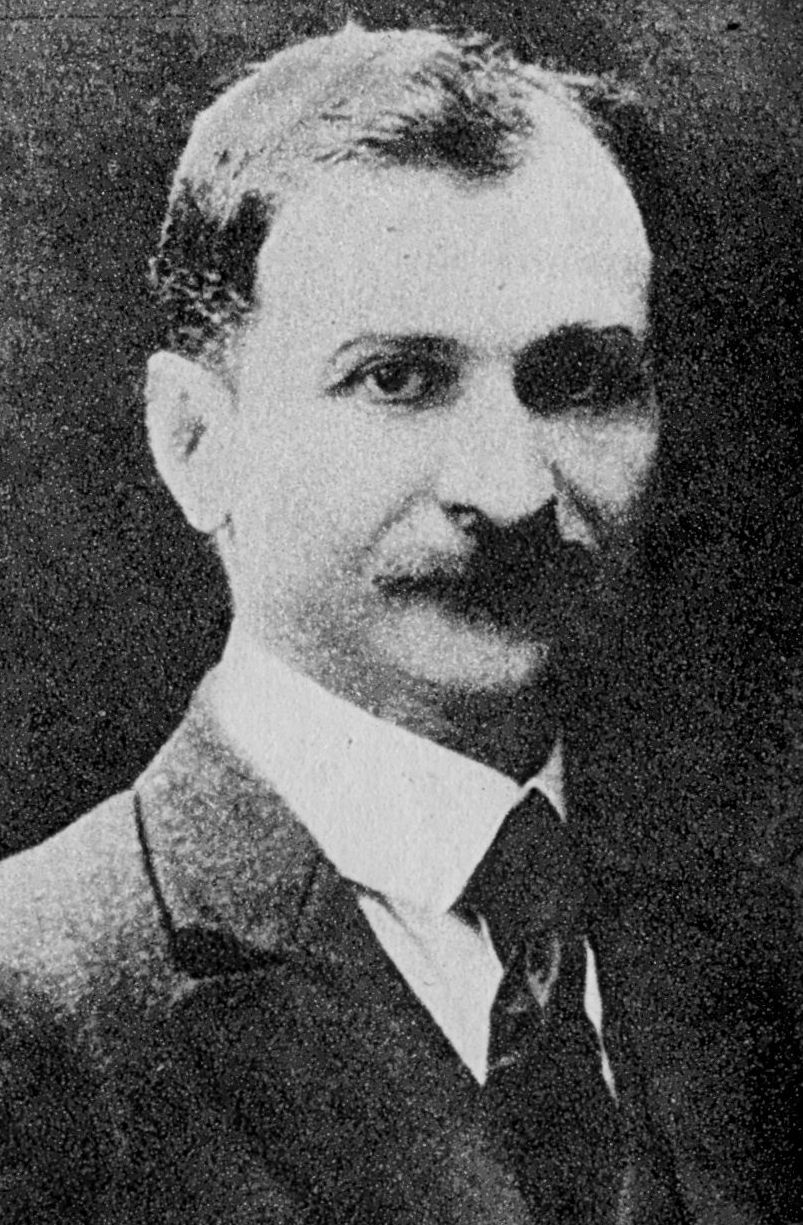
Traian Vuia, pionnier de l'aviation et résistant pendant l'Occupation.

### Artistes
- Constantin Brâncuși (1876–1957), sculpteur
- Margaret Cossaceanu (1893–1980), sculpteur
- Philippe Cara Costea (1925–2006), peintre et sculpteur
- Horia Damian (1922–2012), peintre
- Natalia Dumitresco (1915–1997), peintre
- Irina Ionesco (1930-2022), photographe
- Tania Mouraud (née 1942), photographe, désigneuse, décoratrice
- Matei Negreanu (né 1941), artiste et sculpteur
- Ștefan Râmniceanu (né 1954), peintre et artiste visuel

### Cinéma et télévision
- Jean Aurel (1925–1996), scénariste et réalisateur
- Claude Berri (1934–2009), scénariste, réalisateur et producteur de mère roumaine
- Lorànt Deutsch (née 1975), acteur de mère roumaine
- Julie Dreyfus (née 1966), actrice
- Jany Holt (1909–2005), actrice
- Eva Ionesco (née 1965), actrice, scénariste et réalisatrice
- Michèle Laroque (b. 1960), actrice et scénariste de mère roumaine
- Lana Marconi (1917–1990), actrice
- Alexandre Mihalesco (1883–1974), acteur
- Roland Copé, comédien et professeur de médecine
- Radu Mihaileanu (né 1958), scénariste et réalisateur
- Elvire Popesco (1894–1993), actrice
- Josiane Stoléru (née 1949), actrice
- Laurent Terzieff (1935–2010), acteur
- Anamaria Vartolomei (née 1999), actrice
- Maria Schneider (1952-2011), actrice de mère roumaine

### Littérature
- Linda Baros (née 1981), poète
- Jean Badovici (1893-1956), écrivain
- Georges Banu (né 1943), écrivain
- Zéno Bianu (né 1950), poète, dramaturge
- Marthe Bibesco (1886–1973), poète
- Flavia Bujor (née 1988), écrivaine
- Emil Cioran (1911–1995), écrivain
- Petru Dumitriu (1924–2002), écrivain
- Virgil Gheorghiu (1916–1992), écrivain
- Paul Goma (1935–2020), écrivain polémiste
- Virgil Ierunca (1920-2006), philosophe, poète et critique littéraire
- Eugène Ionesco (1909–1994), dramaturge
- Panait Istrati (1884-1935), écrivain
- Salim Jay (né 1951), écrivain de mère roumaine
- Monica Lovinescu (1923-2008), écrivaine, critique littéraire et journaliste
- Anna de Noailles (1876–1933), poète
- Dumitru Tsepeneag (né 1937), écrivain
- Tristan Tzara (1896–1963), poète, dramaturge, écrivain créateur du Dada
- Hélène Vacaresco (1864–1947), poète
- Matei Vișniec (né 1956), écrivain

### Musique
- Sergiu Celibidache (1912–1996), compositeur et chef d'orchestre
- Marius Constant (1925–2004), compositeur et chef d'orchestre
- Vladimir Cosma (né 1940), violoniste, compositeur et chef d'orchestre
- Francis Dreyfus (1940–2010), producteur de disques
- Georges Enesco (1881–1955), violoniste, pianiste, compositeur et chef d'orchestre
- Mareva Galanter (née 1979), chanteuse et Miss France en 1999
- Costin Miereanu (né 1943), compositeur
- Horațiu Rădulescu (1942–2008), compositeur
- Lydie Solomon (b. 1982), pianiste
- Pierre Vassiliu (1937–2014), auteur de chansons et chanteur

### Politique
- Lionnel Luca (né 1954), député
- Roxana Maracineanu (née 1975), nageuse et Ministre des sports
- Atanase Périfan (né 1964), homme politique
- Jean-François Copé (né 1964), homme politique
- Lionel Stoléru (1937–2016), homme politique
- Nicolae Titulescu (1882–1941), homme politique

### Sports
- Anne-Marie Bănuță (née 1991), footballeuse
- Ania Monica Caill (née 1995), skieuse alpine
- Thomas Crețu (né 2002), rugbyman
- Alexandra Dascalu (née 1991), volleyeuse
- Ana Filip (née 1989), basketteuse
- Taylor Gontineac (né 2000), rugbyman
- Maria Guramare (née 2000), basketteuse
- Steve Malonga (né 1985), rugbyman de mère roumaine
- Adrian Moțoc (né 1996), rugbyman
- Victoria Muntean (née 1997), tenniswoman
- Rodica Daniela Nagel (née 1970), coureuse marathonienne
- Cédric Pioline (né 1969), tennisman de mère roumaine
- Bogdan Racovițan (né 2000), footballeur
- Amélie Rotar (née 2000), volleyeuse
- Rudi Prisăcaru (né 1970), handballeur
- Jean-Charles Skarbowsky (né 1975), boxeur de mère roumaine
- Tudor Stroe (né 1993), rugbyman
- Cynthia Vescan (née 1992), lutteuse
- Roland Vusec (né 1972), rugbyman
- Victor Zvunka (né 1951), footballeur et manager

### Autres
- Gabriel Badea-Păun (né 1973), historien et critique d'art
- Antoine Bibesco (1878–1951), diplomate
- Jean Boboc (1943–2019), prêtre orthodoxe
- Henri Coandă (1886–1972), ingénieur aéronautique inventeur du turboréacteur
- Matei Dogan (1920–2010), sociologue
- Georges Haupt (1928-1978), historien et militant communiste
- Cyprien Iov (né 1989), vidéaste
- Ionel Jianou (1905-1993), éditeur et critique d'art
- Constantin Levaditi (1874–1953), microbiologiste
- Éli Lotar (1905–1969), photographe et cinéaste
- Henri Negresco (1870–1920), fondateur de l'Hôtel Negresco à Nice
- Basarab Nicolescu (né 1942), physicien
- Valentin Poenaru (né 1932), mathématicien
- Alexandru Proca (1897–1955), physicien
- Élisabeth Roudinesco (b. 1944), historienne et psychanalyste
- Sonia Rykiel (1930–2016), couturière et désigneuse, de père roumain
- Traian Vuia (1872-1950), pionnier de l'aviation